# إلهام شاهين
إلهام شاهين (3 يناير 1960 -)، ممثلة مصرية، لديها عددٌ من الأعمال الدرامية والسينمائية المختلفة.

## حياتها
ولدت في حي مصر الجديدة في القاهرة، ودرست في مدرسة نوتردام، في عام 1982 حصلت على بكالوريوس من معهد الفنون المسرحية - قسم تمثيل، انطلقت مسيرتها الفنية من خلال خشبة المسرح.
بدأت مسيرتها الفنية عندما قدمها المخرج كمال ياسين في مسرحية «حورية من المريخ»، وشاركت في العديد من المسرحيات منها «قنبلة الموسم»، و«المتحذلقات»، و«المصيدة»، و«بستان الوهم» و«النسانيس».
أما الانطلاقة الحقيقية لها فكانت من السينما وتحديدا من فيلم «أمهات في المنفى» عام 1981، وبعده فيلم «العار» عام 1982 والذي كان بدايةً لشهرتها وانطلاقتها الفنية.
تعتبر فترة الثمانينيات هي المرحلة الأكثر رواجاً في السينما لإلهام شاهين، حيث قدمت خلالها ما يتجاوز 33 فيلم منها: «لا تسأليني من أنا»، «العبقري خمسة»، «موت سميرة»، «الهلفوت»، «رمضان فوق البركان»، «السيد قشطه»، كما شاركت في عدد من الأعمال الهامة في التلفزيون وقدمت عدة مسلسلات منها «محمد رسول الله الجزء الثالث»، و«أبواب المدينة الجزء الثاني»، و«رحلة عذاب»، و«وقال البحر»، و«أخو البنات»، و«الشيطان والحب»، و«دوامة الحب».
أكثر سنوات عطاءها ونجوميتها كانت بين عامي 1986 و1987 حيث قدمت خلال عام 1986 وحده عشرة أفلام منها «نأسف لهذا الخطأ»، «سترك يا رب»، «احترس عصابة النساء»، «محامي تحت التمرين»، «ابنتي والذئب»، «رغبة وحقد وانتقام»، ومسلسل «ناس مودرن».
أما في عام 1987 فقد قدمت ثمانية أفلام منها «الهاربات»، «لقاء في شهر العسل»، «عطشانة»، «بنات حارتنا»، «الزوجة تعرف أكثر»، و«رجل في عيون امرأة»، كما كان لها تجربةً فنيةً مميزةً، من خلال تقديمها الفوازير لأول مرة تحت اسم «فطومة والأفلام»، ومثلت دورًا هامًا في مسلسل «الهروب إلي السجن».
في عام 1988 شاركت في خمسة أفلام وهي حكاية «نص مليون دولار»، و«الهانم بالنيابة عن مين»، و«الأوهام»، و«البوليس النسائي»، و «السجينتان».وفي عام 1989 قدمت فلمي «بستان الدم» و «أيام الغضب».
مع بداية التسعينيات انخفض معدل الأعمال السينمائية التي شاركت فيها إلهام شاهين، ولكنها تميزت بالقيام بأدوارٍ جديدةٍ منحتها شهرةً جماهيريةً واسعةً ومن أشهر هذه الأفلام: «موعد مع الرئيس»، و«الحب المر»، و«الحجر الداير»، و«لحم رخيص»، و«يا دنيا يا غرامي»، و«دانتيلا»، و«هارمونيكا»، و«القتل اللذيذ»، و«جنون الحياة»، و«الظالم والمظلوم».
شهدت فترة التسعينات نشاطًا واضحًا لها في المسلسلات التلفزيونية، حيث شاركت بأدوارٍ مهمةٍ في مسلسلاتٍ متعددةٍ منها «ليالي الحلمية» الجزئين الرابع والخامس، «البراري والحامول»، «نصف ربيع الآخر»، «الحاوي»، كما شاركت أيضًا في مسرحية «بهلول في اسطنبول» مع سمير غانم ومن إخراج محمد عبد العزيز.
مع بداية عام 2000 بدأ نشاطها الدرامي بالتزايد بشكل ملحوظ، قدمت في هذا العام عددا من الافلام أهمها «الأخطبوط»، «سوق المتعة»، «صيد الحيتان»، «الرغبة»، «خالي من الكولسترول» و «واحد صفر»، أما أهم مسلسلاتها:«سامحوني ماكنش قصدي»، «الكومي»، الإمبراطور، نجمة المشاهير، مسألة مبدأ، أحلام لا تنام، قصة الأمس، علشان ماليش غيرك.
في عام 2009 قدمت دورًا مهمًا في فيلم خلطة فوزية، وحازت على جائزة أفضل ممثلة في مهرجان روتردام السينمائي الدولي عن دورها فيه. وفي عام 2012 شاركت في مسلسل «قضية معالي الوزيرة»، وفي عام 2015 لعبت دور حورية الشحاتة في فيلم «هز وسط البلد»، وفي عام 2016 شاركت في فيلم «يوم للستات»، وفي نفس العام لعبت دور زهرة سليمان الغانم في مسلسل ليالي الحلمية في الجزء السادس.

### حياتها الخاصة
لديها أخت واحدة هي إيناس شاهين، وأخ واحد وهو أمير شاهين الذي دخل الوسط الفني بمساعدة أخته. تعتبر حادثة انفصال إلهام شاهين عن رجل الأعمال عادل حسني حدثا مدويا في الوسط الفني، حيث قام الاثنان بدعوة أكثر من 300 شخص لحضور حفلٍ كبير في أحد فنادق مدينة الإسكندرية، وحضر المدعوون دون معرفة السبب وراء هذه الدعوة، فكانت التوقعات بإطلاق حدث فني ما؛ ولكن المفاجأة كانت بإعلان طلاقهما يومها.
لم تنجب إلهام شاهين أولادًا، وصرحت في أكثر من مناسبة أنها حرمت نفسها من الإنجاب مقابل شهرتها ونجاحاتها المهنية.

### صراعها مع جماعة الإخوان المسلمين
قالت إلهام شاهين في تصريحات تلفزية عام 2021 إن «جماعة الإخوان قامت بتنظيم مليونية خاصة لها باسم مليونية الخلاص من إلهام شاهين»، مشيرة إلى أن «الأمن اتصل بها وأكد لها ضرورة ترك منزلها».
كما تعرف شاهين بمعارضتها الشرسة لحكم الرئيس السابق محمد مرسي وجماعة الإخوان المسلمين في مصر. ففي أحد البرامج اللبنانية وتحديدًا بعد تولي الراحل محمد مرسي الحكم بستة أيام. كان المذيع يهنئها بقدوم الرئيس ردت عليه إلهام قائلة: «معندناش رئيس وهو مش رئيسي ولا أعترف به»، وقلت له «أننا لا نقبل أن يتاجر أي شخص باسم الدين ويحكم مصر وأراهن أن الشعب المصري لن يقبل هذا الأمر».

## أعمالها

### من الأفلام
- حظر تجول:2020
- يوم للستات:2016-شامية
- هز وسط البلد:2015-حورية الشحاتة
- ريجاتا:2015-صباح
- خلطة فوزية:2009-فوزية
- واحد صفر:2009-نيفين
- خالي من الكوليسترول:2005-جميله ام أيوب
- الرغبة:2002-ليلى الشناوي زوجة حسام
- صيد الحيتان:2002-مديحة
- نحب عيشة الحرية:2001-اسرار الغجريه
- الأخطبوط:2000-إجلال
- عليه العوض:2000-فرحانه الندابة
- وحياة قلبي وأفراحه:2000-حنان
- جنون الحياة:2000-سناء
- سوق المتعة:2000-أحلام
- أرض أرض:1998-فردوس إبراهيم
- القتل اللذيذ:1998-منال أحمد سليمان
- هارمونيكا:1998-نرجس
- دانتيلا:1998-مريم
- عفريت النهار:1997-ريهام عثمان
- الجنتل:1996-سعاد
- يا دنيا يا غرامي:1996
- الهروب إلى القمة:1996-داليا
- لحم رخيص:1995-توحيدة
- أبو زيد زمانه:1995
- اغتيال فاتن توفيق:1995-فاتن توفيق
- ثلاثة على مائدة الدم:1994
- الطيب والشرس والجميلة:1994-أحلام
- لعبة القتل:1994
- ليلة القتل:1994-فايزة
- رجال بلا ثمن:1993
- اليتيم والذئاب:1993-وردة
- خادمة ولكن:1993-أحلام الخادمه
- اللعبة القذرة:1993-المحامية ماجدة
- فرسان آخر زمن:1993-سمية
- سباق مع الزمن:1993
- الكنز:1993
- دنيا عبدالجبار:1992-دنيا عبد السلام الزايط
- الحجر الداير:1992-شرين
- الحب المر:1992-منال عبد الكريم -ممرضة
- السجينة 67:1992-أحلام الببلاوي
- مراهقون ومراهقات:1991-سهام
- إلا أمي:1991-بسمه
- حالة مراهقة:1990-منى
- الشيطانة:1990-جميله يوسف أبو العطا
- موعد مع الرئيس:1990-الاستاذة ماجدة كامل
- الملك لله:1990-فرحة
- أيام الغضب:1989-سميحه
- الظالم والمظلوم:1989-بدور
- الأوهام:1988-بسمه محمود عبد الله
- مدرسة الحب:1988-ليلى
- السجينتان:1988-زينب
- حكاية نص مليون دولار:1988-راويه
- البوليس النسائي:1988-فوزيه
- رجل في عيون امرأة:1987-عوافي / زينب
- لقاء في شهر العسل:1987-منى
- المشاغبات الثلاثة:1987-سعاد
- العبقري والحب:1987-حنان
- بستان الدم:1987-أمينة
- عطشانه:1987-ساميه
- الهانم بالنيابة عن مين:1987-فريدة
- الزوجة تعرف أكثر:1987-منى
- الهاربات:1987-قمر-عفاف
- بنات حارتنا:1987-لواحظ
- احترس عصابة النساء:1986-نورا
- رغبة وحقد وانتقام:1986-سنيوره
- نأسف لهذا الخطأ:1986-علا زاهر
- وعد ومكتوب:1986-سامية
- محامي تحت التمرين:1986
- السكاكيني:1986-حورية
- ممنوع في مدرسة البنات:1986-ناهد
- البريء:1986-نوارة
- سترك يارب:1986-ليلى
- ابنتي والذئاب:1986-سهى حسن
- الحلم القاتل:1986-ناني
- مشاعر إنسانية:1986
- موت سميرة:1985-نورة
- العبقري خمسة:1985-عائشة
- السيد قشطة:1985-جملات
- رمضان فوق البركان:1985-علية
- الحب في غرفة الانعاش:1985-تماسي بنت المعلم جمعه
- الهلفوت:1984-وردة
- لا تسألني من أنا:1984-ليلى حنفي
- إنهم يسرقون عمري:1982-مديحة
- العار:1982-ليلى
- أمهات في المنفى:1981-نادية
- تحقيق:1980
- رجل اسمه عباس:1978
- الرجل الذي قال لا
- وبقي شيء

### من المسلسلات
| - سيد الناس: 2025 - بطلوع الروح: 2022 - حكاية (حتة مني) من مسلسل زي القمر 2021 - ليالي الحلمية (الجزء السادس):2016-زهرة سليمان غانم - نظرية الجوافة:2013-دكتورة هالة - قضية معالي الوزيرة:2012-وفاء المصري - نونة المأذونة:2011-بشخصيتها الحقيقية ح23 - جوز ماما(ج1):2010-ضيف شرف - امرأة في ورطة:2010-ندى - نعم مازلت آنسة:2010-أمل - علشان ماليش غيرك:2009-منيرة - قصة الأمس:2008-زهرة أبو بكر شهاب - قلب امرأة:2007-كريمة - امرأة فوق العادة:2007-اميرة كامل - أحلام لا تنام:2006-أحلام - على نار هادئة:2005-سميحة - إمرأة من نار:2004-ناهد المسيري | - بنت أفندينا:2004-زينب/ زنوبة - نجمة الجماهير:2003 - مسألة مبدأ:2003-رقية - الإمبراطور:2002 - بنات أفكاري:2001 - الكومي:2001 - سامحوني ماكنش قصدي:1999-جلنار - السيرة العاشورية (ج1، 2):1998، 2005فلة - الحاوي:1997-عبلة - نصف ربيع الآخر:1996-ناهد الوكيل - البراري والحامول:1995-زاهية - ألف ليلة وليلة: معروف الإسكافي:1993 - ليالي الحلمية (ج4، 5):1992، 1995-زهرة سليمان غانم - إمرأة وثلاثة وجوه:1992 | - مكان في القلب:1988-أمال - الهروب إلى السجن:1987 - صرخة برئ:1987-شريفة - ناس مودرن:1986 - غلطة العمر:1986 - دوامة الحياة:1985 - الاحباب والمصير:1984 - أخو البنات:1984-سهام عبد السلام حسن - الشيطان والحب:1984 - البركان:1984-فؤادة - أبواب المدينة (ج2):1983-نوال - حتى لا يختنق الحب:1983-منال - وقال البحر:1982-نجفة - رحلة عذاب:1982-سعاد | - أديب:1982 - محمد رسول الله (ج3):1982 - صورة عائلية:1981 - الفتوحات الاسلامية:1981-شاهيناز - الوليمة:1979-نورا - أشياء لا تباع - جبال الصبر - العودة - الحرمان:-وفاء - لن أخضع لرجل - الرجل والقطار - نحن لا نرى بعيون الآخرين - ولكنه الحب:-مها الخروبي - عيون لا تعرف الدموع |

### من المسرحيات
| - مصر فوق كل المِحَن:2014 - بهلول في إستنبول:1995-جواهر - كاليجولا:1992-سيزونيا - خشب الورد:1986 - حورية من المريخ:1978 | - جواز بالكمبيوتر - شوقي بيه عريس:-سناء - خطيب ماما - عيلتين في شقة - واحد لقي شقة | - زيارة بعد نص الليل - قنبلة الموسم - المتحذلقات - المصيدة:-تهاني - فارس الأحلام | - بستان الوهم - النسانيس - نوارة الحتة - العريس وانا |

### سهرة تليفزيونية
| - الوان من الحب:1992 - فطوطة (الأفلام):1983 - صدى الكبرياء - الفراشة | - زواج سعيد جدا - تجربة في الحب - الإمام العادل "عمر بن عبدالعزيز" - القناع:-نورة | - لا يا زوجتي - نعيشها اه نفهمها لا - وفديت ولدي - عزيزه |

### برامج تلفزيونية
| - لقاء مستحيل:2010-شجر الدر - صالون أنوشكا:2017-ضيفة - أبيض وأسود:2016-ضيفة - هاني في الأدغال:2016-ضيفة - كل يوم:2016-ضيفة - مساء الفن:2016-ضيفة - هبوط اضطراري:2015-ضيفة - ريتنغ رمضان:2015-ضيفة | - 100 سؤال:2015-ضيفة - أبلة فاهيتا من الدوبلكس:2015-ضيفة - بوضوح:2014-ضيفة - معكم منى الشاذلي:2014-ضيفة - لعبة الأجزخانة:2014-ضيفة - أنا والعسل 2:2013-ضيفة - نورت مع أروى:2013-ضيفة - التفاحة:2012-ضيفة | - العراب:2008-ضيفة - على كرسي المذيع:2008-ضيفة - مين فينا:2006-ضيفة - البيت بيتك:2004-ضيفة - حلو وكداب:2003-ضيفة - على مسؤوليتي:2001-ضيفة - فارس حول العالم:1997-ضيفة - كان زمان:1997-ضيفة | - الليلة مع هالة سرحان:1997-ضيفة - ساعة صفا:1997-ضيفة - ماستر سين:1996-ضيفة - سؤال على الفيديو:1993-ضيفة - بمناسبة ومن غير مناسبة:-ضيفة - السهرة تحلى مع مدحت صالح:-ضيفة - لسة فاكر:-ضيفة |

## وصلات خارجية
- إلهام شاهين على موقع IMDb (الإنجليزية)
- إلهام شاهين على موقع الدهليز
- إلهام شاهين على موقع قاعدة بيانات الأفلام العربية
- إلهام شاهين على موقع قاعدة بيانات الفيلم (الإنجليزية)